# دنيس إي. وليامز
دنيس إي. وليامز (بالإنجليزية: Dennis E. Williams) هو سياسي أمريكي، ولد في 7 أبريل 1959. حزبياً، نشط في الحزب الديمقراطي.